# Aurilândia
Aurilândia är en kommun i Brasilien.   Den ligger i delstaten Goiás, i den centrala delen av landet, 290 km väster om huvudstaden Brasília. Antalet invånare är 3 650.
Omgivningarna runt Aurilândia är huvudsakligen savann. Runt Aurilândia är det mycket glesbefolkat, med 7 invånare per kvadratkilometer.